# Грибановський район
Грибановський район — адміністративна одиниця на північному сході Воронезької області Росії.
Адміністративний центр — селище міського типу Грибановський.

## Географія
Грибановський район розташований в північно - східній частині Воронезької області, межує з Тамбовською областю, а також Поворінським, Новохоперським, Аннинським і Тернівським муніципальними районами і Борисоглібським міським округом Воронезької області.
1. ↑  ОКТМО. 179/2016. Центральний ФО